# Собор Святого Феодора Ушакова
Кафедральный собор святого праведного воина Фёдора Ушакова — крупнейший православный храм в Саранске. Расположен на Соборной площади. Кафедральный собор Мордовской митрополии Русской православной церкви.

## История
В 1991 году Священный Синод Русской православной церкви выделил из территории Пензенской епархии самостоятельную Саранскую и Мордовскую епархию. Первым кафедральным собором новой администрации стала церковь Иоанна Богослова, которая однако вскоре оказалась слишком мала, чтобы выполнять данную функцию. В связи с этим, архиепископ саранский и мордовский Варсонофий обратился к властям Республики Мордовия с просьбой дать согласие на возведение нового кафедрального собора. После канонизации адмирала Фёдора Ушакова Русской православной церковью в 2001 году он был избран небесным покровителем будущего собора. В согласовании с городскими властями в качестве местоположения святыни была избрана площадь при пересечение улиц Советской (бывшей Базарной) и Большевистской (бывшей Ильинской). В 2002 году сооружению был придан статус общереспубликанского значения и он был поддержан рядом частных спонсоров. 8 мая того же года был заложен краеугольный камень здания. Строительство завершилось в 2006 году. 6 августа объект освятил Патриарх московский и всея Руси Алексий II.

## Архитектура и интерьер
Собор, выполненный в стиле ампир с неовизантийским куполом, способен одновременно вмещать более 1000 человек. Высота его главного купола вместе с крестом составляет 62 м. 12 колоколов собора, отлитых по старинным технологиям в городе Тутаеве, располагаются в четырёх звонницах по периметру. Находящийся внутри храма иконостас из позолоченного дерева делится на три алтаря, посвящённых св. Фёдору Ушакову (главный), св. Серафиму Саровскому (правый) и св. мученикам мордовским (левый). Иконостас был изготовлен в Саратове под руководством И. Шемякина.

### Памятник
Памятник Фёдору Ушакову установлен в городе Саранск на Соборной площади, перед собором, в 2006 году. Авторами монумента являются мордовский скульптор Н. Филатов и мордовский архитектор С. Ходнев. Памятник выполнен из бронзы. Высота скульптуры без постамента составляет 4 метра.
Памятник представляет собой бронзовое изваяние фигуры адмирала, установленное на гранитном постаменте. Адмирал изображен без головного убора, в правой руке Ушакова скульптор изобразил подзорную трубу, а левая рука флотоводца тянется к шпаге. Он облачен в адмиралтейский костюм и ботфорты, на кителе виднеются многочисленные медали и ордена.